# Задача Бюффона

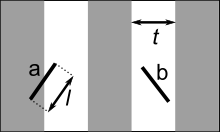
Голка a перетинає пряму, а голка b — ні.

Задача Бюффона використовується для статистичного обчислення числа Пі. Її запропонував французький учений Бюффон 1777 року.

## Задача
Площина розграфлена паралельними прямими, які розташовані на відстані {\displaystyle 2a} одна від одної. На площину навмання кидають голку завдовжки {\displaystyle 2l} ({\displaystyle 2l<2a}). Знайти ймовірність того, що голка перетне одну з прямих.

## Розв'язання
Позначимо {\displaystyle x} — відстань від центру голки до найближчої прямої; через {\displaystyle \varphi } — кут між голкою та прямою (проти годинникової стрілки). Упорядкована пара чисел з одного боку задає на площині точку, що належить прямокутнику {\displaystyle B=[0,\pi ]\times [0,a]}. Тому кидання голки на площину рівносильне киданню голки в прямокутник {\displaystyle B}. При цьому голка перетинається з прямою тоді і тільки тоді, коли справджується нерівність {\displaystyle x\leq l\sin \varphi }. Тобто, якщо голка перетинається з прямою, то точка, що їй відповідає, потрапляє всередину фігури, що обмежена кривою {\displaystyle x=l\sin \varphi } та віссю {\displaystyle O\varphi }. А оскільки точку кидають навмання, то ймовірність її потрапляння до цієї фігури обчислюється як геометрична ймовірність. Отже, шуканою ймовірністю є:
{\displaystyle p={\frac {1}{a\pi }}\int _{0}^{\pi }l\sin \varphi d\varphi ={\frac {2l}{a\pi }}}

## Обчислення числа Пі
Уявімо що голка кинута на площину n разів, де n — досить велике, і при цьому вона m разів перетнула пряму. Якщо побудована модель адекватно описує експеримент, то при великих n частота числа перетинів має бути близькою до ймовірності, тобто має виконуватись співвідношення {\displaystyle {\frac {2l}{a\pi }}\approx {\frac {m}{n}}}, звідки дістанемо:
{\displaystyle \pi \approx {\frac {2l}{a}}\cdot {\frac {n}{m}}}